# Анатолий (магистр оффиций)
Анатолий (лат. Anatolius) — римский политический деятель второй половины IV века.
Около 360 года Анатолий был начальником канцелярии. В 360 году он был назначен магистром оффиций по приказу императора Юлиана Отступника. В 363 году Анатолий сопровождал Юлиана в походе против персов и погиб во время сражения. Позже его тело было найдено и захоронено.
Анатолий был язычником и другом Юлиана Отступника.